# Lagoa do Peri

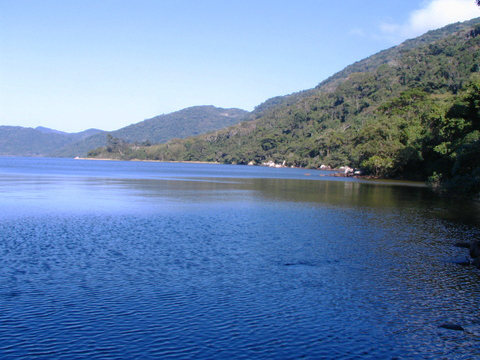
La rive sud du lac, vue d'ouest en est - Août 2005.

Le lagoa do Peri (« lac du Peri » en français) est une étendue d'eau située au sud-est de l'île de Santa Catarina, dans l'État brésilien de Santa Catarina. Il se trouve entre un relief montagneux et l'océan Atlantique. 
Le lac est le deuxième plus important de l'île en superficie. Il s'agit d'un lac d'eau douce qui se trouve à 3 m au-dessus du niveau de la mer. Ses eaux sont utilisées pour l'approvisionnement en eau de certaines régions de la ville de Florianópolis, comme le quartier de Campeche. Il est alimenté par plusieurs sources et quelques petits cours d'eau. Le trop-plein du lac s'évacue vers l'océan, entre les plages d'Armação et de Matadeiro.
Il couvre environ 5,2 km2. Sa profondeur maximale est de 11 m. Il possède de nombreuses plages de sable blanc, très fréquentées en été pour la baignade.

## Situation géographique
Le lac se situe par 27° 43' 30" de latitude sud et par 48° 32' 18" de longitude ouest. Il se trouve à une distance d'environ 24 km au sud du centre de Florianópolis. Le lac est séparé de l'océan Atlantique (à l'est) par une bande de sable de 500 à 800 m de large, couverte d'une végétation caractéristique des littoraux sableux, la restinga. Autour du lac, on trouve les localités de Morro das Pedras (au nord) et Armação do Pântano do Sul (au sud-est). Au sud et à l'ouest se trouvent des collines d'environ 300 mètres d'altitude, couvertes par la forêt atlantique. On y trouve le point culminant de l'île, le morro do Ribeirão.

## Patrimoine naturel
Le lac et ses alentours sont reconnus patrimoine naturel depuis 1976 et protégés sein d'une réserve naturelle de près de 23 km².
Depuis 1997, une aire de loisirs permet aux touristes de découvrir les lieux. On trouve autour du lac de nombreux chemins de randonnées de tous niveaux destinés à l'éco-tourisme.